# 난운
"난운"은 한국에서 제작된 고응호 감독의 1987년 액션 영화이다. 김성룡 등이 주연으로 출연하였고 정도환 등이 제작에 참여하였다.

## 출연

### 주연
- 김성룡
- 이미경
- 최하섭

## 기타
- 조명: 정덕규
- 녹음: 유창국